# Atzeneta Unió Esportiva
El Atzeneta Unió Esportiva es un club de fútbol español con sede en Adzaneta de Albaida, provincia de Valencia. Fue fundado en 1975 y actualmente milita en el Grupo 6 de la Tercera Federación.

## Historia
Jugó en ligas regionales hasta 2018, temporada en la que logró su ascenso a la Tercera División. En su primera campaña alcanzó el sexto lugar de la clasificación en el Grupo VI. En mayo de 2019 contrató a David Albelda como su entrenador.
Con Albelda, el club alcanzó su ascenso a la Segunda División B el 26 de julio de 2020, tras vencer a C. D. Alcoyano en la promoción de ascenso. Con esto se transformó en el equipo que representa al pueblo más pequeño en la historia del tercer nivel del fútbol español.
El 14 de noviembre de 2023, eliminaron al histórico Real Zaragoza de la Copa del Rey en la que fue la primera participación de su historia en el torneo.

## Temporadas
| Temporada | Nivel | División | Posición | Copa |
| --------- | ----- | -------- | -------- | ---- |
| 1975-76   | 7     | 3.ª Reg. | 13.º     |      |
| 1976-77   | 7     | 3.ª Reg. | —        |      |
| 1977-78   | 7     | 2.ª Reg. | 6.º      |      |
| 1978-79   | 7     | 2.ª Reg. | 6.º      |      |
| 1979-80   | 7     | 2.ª Reg. | 7.º      |      |
| 1980-81   | 7     | 2.ª Reg. | 4.º      |      |
| 1981-82   | 7     | 2.ª Reg. | 13.º     |      |
| 1982-83   | 7     | 2.ª Reg. | 3.º      |      |
| 1983-84   | 7     | 2.ª Reg. | 13.º     |      |
| 1984-85   | 7     | 2.ª Reg. | (R)      |      |
| 1985-86   | DNP   | DNP      | DNP      |      |
| 1986-87   | DNP   | DNP      | DNP      |      |
| 1987-88   | DNP   | DNP      | DNP      |      |
| 1988-89   | 7     | 2.ª Reg. | 10.º     |      |
| 1989-90   | 7     | 2.ª Reg. | 1.º      |      |
| 1990-91   | 6     | 1.ª Reg. | 9.º      |      |
| 1991-92   | 6     | 1.ª Reg. | 17.º     |      |
| 1992-93   | 7     | 2.ª Reg. | 1.º      |      |
| 1993-94   | 6     | 1.ª Reg. | 7.º      |      |
| 1994-95   | 6     | 1.ª Reg. | 7.º      |      |

| Temporada | Nivel | División | Posición | Copa |
| --------- | ----- | -------- | -------- | ---- |
| 1995-96   | 6     | 1.ª Reg. | 4.º      |      |
| 1996-97   | 6     | 1.ª Reg. | 11.º     |      |
| 1997-98   | 6     | 1.ª Reg. | 6.º      |      |
| 1998-99   | 6     | 1.ª Reg. | 9.º      |      |
| 1999-00   | 6     | 1.ª Reg. | 4.º      |      |
| 2000-01   | 6     | 1.ª Reg. | 3.º      |      |
| 2001-02   | 6     | 1.ª Reg. | 6.º      |      |
| 2002-03   | 6     | 1.ª Reg. | 7.º      |      |
| 2003-04   | 6     | 1.ª Reg. | 9.º      |      |
| 2004-05   | 6     | 1.ª Reg. | 11.º     |      |
| 2005-06   | 6     | 1.ª Reg. | 16.º     |      |
| 2006-07   | 7     | 2.ª Reg. | 3.º      |      |
| 2007-08   | 7     | 2.ª Reg. | 5.º      |      |
| 2008-09   | 7     | 2.ª Reg. | 7.º      |      |
| 2009-10   | 7     | 2.ª Reg. | 1.º      |      |
| 2010-11   | 6     | 1.ª Reg. | 9.º      |      |
| 2011-12   | 6     | 1.ª Reg. | 6.º      |      |
| 2012-13   | 6     | 1.ª Reg. | 5.º      |      |
| 2013-14   | 6     | 1.ª Reg. | 8.º      |      |
| 2014-15   | 6     | 1.ª Reg. | 2.º      |      |

| Temporada | Nivel | División   | Posición | Copa |
| --------- | ----- | ---------- | -------- | ---- |
| 2015-16   | 5     | Reg. Pref. | 12.º     |      |
| 2016-17   | 5     | Reg. Pref. | 1.º      |      |
| 2017-18   | 5     | Reg. Pref. | 1.º      |      |
| 2018-19   | 4     | 3.ª        | 6.º      |      |
| 2019-20   | 4     | 3.ª        | 3.º      |      |
| 2020-21   | 3     | 2.ª B      | 7.º      |      |
| 2021-22   | 5     | 3.ª RFEF   | 3.º      |      |
| 2022-23   | 5     | 3.ª Fed.   | 2.º      |      |
| 2023-24   | 5     | 3.ª Fed.   | sd       | sd   |

## Datos del club
- Temporadas en 1.ª: 0
- Temporadas en 2.ª: 0
- Temporadas en 2.ª B: 1
- Temporadas en 3.ª Federación: 3
- Temporadas en 3.ª: 2
- Temporadas en Preferente Comunidad Valenciana: 3
- Temporadas en Copa del Rey: 1